# Tommy English
Thomas Steven English, più conosciuto con il diminutivo Tommy English (Cirencester, 18 ottobre 1961) è un ex calciatore inglese, di ruolo attaccante.

## Biografia
Suo figlio Tom è stato a sua volta un calciatore professionista.

## Carriera
Esordisce tra i professionisti all'età di 18 anni con il Coventry City, club della prima divisione inglese, con cui tra il 1979 ed il 1982 gioca per un triennio nella prima divisione inglese, totalizzando complessivamente 66 presenze e 17 reti in partite di campionato. Si trasferisce quindi al Leicester City, club di seconda divisione, con cui nella stagione 1982-1983 conquista una promozione in prima divisione, categoria nella quale gioca nella stagione successiva, per un totale di 44 presenze e 3 reti con le Foxes nell'arco del suo biennio di permanenza a Leicester.
Nell'estate del 1984 da svincolato firma dei contratti di breve durata prima con il Rochdale e poi con il Plymouth, rispettivamente in quarta ed in terza divisione; dopo un'ulteriore presenza in quarta divisione con la maglia del Colchester Utd, nel 1985 si trasferisce in Australia: qui, trascorre una stagione giocando nella prima divisione locale con il Canberra City. Nel novembre del 1985 torna in patria, ancora al Colchester United, dove rimane fino al termine della stagione 1986-1987 per un totale di 43 presenze e 17 reti in quarta divisione. Gioca poi per una stagione in Football Conference (quinta divisione e più alto livello calcistico inglese al di fuori della Football League) con il Wealdstone e per una stagione in Southern Football League (sesta divisione) con il Bishop's Stortford, prima di tornare per una terza volta al Colchester United, dove trascorre un'ultima stagione in quarta divisione, con un ruolo da comprimario (13 presenze e 3 reti). Gioca quindi un'ultima stagione da professionista all'Happy Valley, club della prima divisione di Hong Kong, per poi trascorrere gli anni tra il 1991 ed il 1999 (quando si ritira dall'attività agonistica) giocando in vari club semiprofessionistici inglesi.
Tra il 1979 ed il 1990 ha totalizzato complessivamente 174 presenze e 42 gol nei campionati della Football League.